# Teuderyk II
Teuderyk II (także Theuderich, Theoderic lub Theodoric; w fr. Thierry, ur. 587, zm. 613 w Metzu) – król Burgundii w latach 595–613 i Austrazji w latach 612–613, był drugim synem Childeberta II.

## Życiorys
Po śmierci ojca w 596 roku otrzymał królestwo Burgundii, ze stolicą w Orleanie, a jego starszy brat, Teudebert II otrzymał królestwo ojca, Austrazję ze stolicą w Metzu. Teuderyk panował również nad miastami Tuluza, Agen, Nantes, Angers, Saintes, Angoulême, Périgueux, Blois, Chartres i Le Mans. Podczas swej małoletności i w latach późniejszych panował z pomocą swej babki Brunhildy.
W 596 Chlotar II, król Neustrii i Fredegunda, jego matka, zajęli Paryż, który miał być dziedziną wspólną. Fredegunda, a następnie jej syn, wysłali siły do Laffaux i pokonali armie Teudeberta i Teuderyka.
W 599 roku Brunhilda została wygnana z Austrazji przez Teudeberta i musiała się ukrywać. Została znaleziona w pobliżu Arcis w Szampanii. Teuderyk przywitał ją z szacunkiem i pod jej wpływem zdecydował się na wojnę z bratem. Teuderyk pokonał Teudeberta pod Sens. Po bitwie Teuderyk w obawie, by nie zaczął spiskować przeciw niemu Chlotar, ponownie zawarł sojusz z bratem. Wznowili więc walki z Neustrią, a w 600 roku pokonali Chlotara na Dormelles (koło Montereau) na Orvanne. Ziemie między Sekwana i Olzą zostały podzielone między Teudeberta i Teudoryka. Teuderyk otrzymał terytoria pomiędzy Sekwaną i Loarą wzdłuż bretońskiej granicy. Prowadzili również kampanię w Gaskonii, podporządkowując sobie miejscową ludność i ustanawiając Genialisa księciem. Chlotarowi pozostał zaledwie skrawek północnej Galii.
W tym czasie bracia ponownie zaczęli walczyć między sobą. Teuderyk pokonał Teudeberta w bitwie pod Etampes. W międzyczasie Chlotar polecił swemu synowi Meroweuszowi wraz ze swym majordomusem Landrykiem (605) najechać na królestwo Teuderyka. Teuderyk razem ze swym majordomusem Berthoaldem zmierzył się z nimi pod Étampes. Teuderyk zwrócił się o pomoc do Teudeberta, ale ten odmówił mu pomocy. Teuderyk wygrał, ale Berthoald został zabity. Następny majordomus Protadius, jeden ze sprzymierzeńców Brunhildy, zachęcał go do wojny z Austrazją. W 610 roku w wyniku konfliktu z bratem stracił Alzację, Saintois, Turgowię i Szampanię na jego rzecz. Następnie został pokonany w okolicach Jury przez plemiona germańskie. W następnym roku pokonał Teudoryka w bitwie pod Toul (611), a rok później pod Tolbiac (612). Po ostatniej bitwie pojmał uciekającego Teudeberta i oddał go po odebraniu insygniów ich babce Brunhildzie, która kazała go umieścić w klasztorze. Brunhilda prawdopodobnie rozkazała zamordować Teudeberta (wraz z jego synem Meroweuszem), aby usunąć wszelkie zagrożenie dla władzy Teudoryka w obu krajach. Teuderyk zmarł na dyzenterię w stolicy Austrazji, Metzu w czasie przygotowywania kampanii przeciw Chlotarowi. Stało się to w 613 roku. Jego następcą został jego syn Sigebert II.

## Rodzina
Poślubił Ermenbergę, córkę wizygockiego króla Witeryka w Chalon w 606, jednak w już następnym roku (607), na wieść o sojuszu Chlotara, Teudeberta, Witeryka i króla Lombardii, Agilulfa, którzy spiskowali przeciw niemu odesłał córkę do Witeryka. Nie posiadając legalnego potomstwa ogłosił swego nieślubnego syna Sigberta następcą tronu. Teuderyk miał czterech znanych synów z nieznanymi kochankami:
- Sigebert II (601–613), przejął tron po ojcu
- Childebert (ur. 602 – data śmierci nieznana)
- Corbus (603–613)
- Meroweusz (ur. 604 – data śmierci nieznana), chrześniak Chlotara II